# ≒-ニア・イコール-
『≒-ニア・イコール-』は、むらたたいちによる日本の4コマ漫画作品。芳文社の月刊4コマ漫画雑誌『まんがタイムきらら』にて2009年12月号から2011年9月号まで連載。

## 作品概要
椿姫がパラレルワールドの自分である翔と出会い恋に落ちるラブコメ4コマ漫画。

## 登場人物
門脇 翔（かどわき かける）
主人公。とある事情で一人暮らしをしている高校二年生。根は優しいが、不器用で素直になれない性格。女物のかつらを付けると椿姫に似ている。
門脇 椿姫（かどわき つばき）
パラレルワールドから来た、もう一人の翔。明朗快活だが時折、寂しげな表情を見せる。
楓（かえで）
翔に好意を抱いている隣に住むいとこ。普段は無口で無愛想だが、特定の相手に対しては心を開いている。たまに黒い部分がでるときもある。
真壁 博士（まかべ ひろし）
翔の親友(悪友)。二次元を愛し、自分の欲望に忠実。一応、良識は持っており友人想い。
真壁 茅尋（まかべ ちひろ）
博士の姉。学生をしながら服飾デザイナー、モデルの仕事をしている聡明な女性。以前にパラレルワールドの自分と出会った経験がある。
真壁 菫（まかべ すみれ）
パラレルワールドの博士。椿姫に対してツンデレな態度を見せる。アイドルオタク。

## 主な設定
翔と椿姫の部屋の鏡が繋がっており、互いの世界を自由に行き来することが出来る。
平行世界では性別が逆転する。また、町の風景等は若干異なるが、もう一人の自分の趣味嗜好は近似している。
本来、平行世界には一時間しか留まることができず、その後平行世界への扉は閉じてしまうが、椿姫が翔の部屋に私物を置き忘れたことが原因で平行世界が繋がったままになったと考えられている。
ある回で椿姫側の世界ではお祭りが冬の時期に行われていることが判明している。

## 書誌情報等

### 単行本
- むらたたいち『≒-ニア・イコール-』 芳文社〈まんがタイムKRコミックス〉、全2巻
  1. 2010年11月11日初版発行（2010年10月27日発売[1]）、ISBN 978-4-8322-7957-5
  2. 2011年10月12日初版発行（2011年9月27日発売[1]）、ISBN 978-4-8322-4066-7